# Monumento a Garibaldi (Firenze)
Il Monumento a Giuseppe Garibaldi è una scultura celebrativa di Firenze, situata sul lungarno Amerigo Vespucci nello slargo tra villa Favard e il palazzo Calcagnini Arese. In bronzo, fusa nel 1890 dallo scultore Cesare Zocchi, posta su un alto piedistallo in pietra.

## Storia
All'indomani della morte di Giuseppe Garibaldi, nello stesso 1882, il consiglio comunale sollecitò la formazione di un comitato e la pubblicazione di un bando di concorso (1886) per procedere all'erezione di un monumento in suo onore, che inizialmente si era previsto di collocare in piazza Ognissanti. L'esposizione dei bozzetti all'Accademia di Belle Arti, nello stesso 1886, decretò come vincitore Cesare Zocchi, segnalando tuttavia come meritevoli le proposte avanzate da Urbano Nono, Augusto Rivalta, Cesare Fantacchiotti e Raffaello Romanelli, che ugualmente avevano risposto al bando. 
La scelta della commissione giudicatrice suscitò fin da subito vivaci polemiche «per quella statica figura in piedi, non priva di retorica nella mano che poggia sull'impugnatura della sciabola» e per il dubbio che la scelta fosse stata pilotata, vista la presenza nella commissione del cugino dell'artista, Emilio Zocchi. Nonostante le proteste e le discussioni l'incarico allo scultore fu tuttavia confermato e la figura di Garibaldi realizzata dalla fonderia in bronzo di Pietro e Leopoldo Galli; l'amministrazione comunale si accollò invece le spese per la realizzazione del basamento, in granito rosa di Baveno. Cambiò tuttavia la destinazione del monumento: scelta la piazza d'Ognissanti per l'erezione della scultura raffigurante Daniele Manin (oggi sul viale Galileo), si optò per la zona del nuovo quartiere delle Cascine dove, fin dal 1859, ancora vivente l'eroe, era stata a lui intitolata una strada in riconoscimento delle sue imprese nelle guerre del 1848/49 e del 1859. Si prestò ottimamente a tale scopo lo slargo determinato all'altezza di villa Favard dal lungarno Amerigo Vespucci, che peraltro consentiva da ambedue le rive del fiume di godere dell'opera. 
Il monumento fu così inaugurato con tre giorni di festeggiamenti, dall'8 al 10 giugno 1890. Per l'occasione sfilarono il battaglione del 2º Reggimento dei Granatieri, la Guardia Civica e una delegazione della Legione dei Garibaldini. Contestualmente alle cerimonie la statua fu donata dal presidente del comitato al Comune di Firenze.

## Descrizione
La statua, in bronzo, presenta il personaggio in piedi, la mano destra poggiata sull'impugnatura della sciabola. Nelle facce dello zoccolo del piedistallo sono scolpiti scudi con incisi i nomi di Roma, Digione, Montevideo e Marsala, tra i luoghi più rappresentativi delle gesta dell'eroe. Sul prospetto principale è l'epigrafe «A Giuseppe Garibaldi / Firenze / 2 giugno 1890». L'insieme poggia su tre gradini di pietraforte ed è circondato da una cancellata in ferro, posta successivamente (1897) e realizzata da Giuseppe Silvestri, come attestano i disegni approvati e conservati presso l'Archivio storico del Comune di Firenze. Altri ornamenti e corone in bronzo decoravano originariamente la base, e furono divelti da ignoti negli anni della prima guerra mondiale per recuperare e vendere il metallo.

## Altre memorie garibaldine a Firenze
Si segnalano le ulteriori memorie presenti in città a ricordare il personaggio: la targa in via Panzani 17 che reca memoria del soggiorno in quella casa di Garibaldi il 22 ottobre 1867; la targa in via di Malavolta, alle Due Strade, relativa a una breve sosta in quella casa nell'ottobre 1866; la targa sul palazzo Pitti Lorenzi in piazza Santa Maria Novella, posta dai garibaldini toscani nel 1882, in memoria del discorso indirizzato nel 1867 da questa casa "al popolo plaudente" che preannunciava la spedizione di Mentana; il rilievo sulla casa del patriota Giuseppe Dolfi in borgo San Lorenzo 4, a ricordare lo stretto legame tra i due e Giuseppe Mazzini. 
Nella torre della Castagna ha inoltre la sede l'Associazione nazionale veterani e reduci garibaldini.